# گورستان چای قوشان
گورستان چای قوشان مربوط به هزاره اول قبل از میلاد است و در شهرستان نمین، بخش مرکزی، روستای چای قوشان واقع شده و این اثر در تاریخ ۲۷ مرداد ۱۳۸۲ با شمارهٔ ثبت ۹۶۸۱ به‌عنوان یکی از آثار ملی ایران به ثبت رسیده است.